# حمام جغال اوغلي

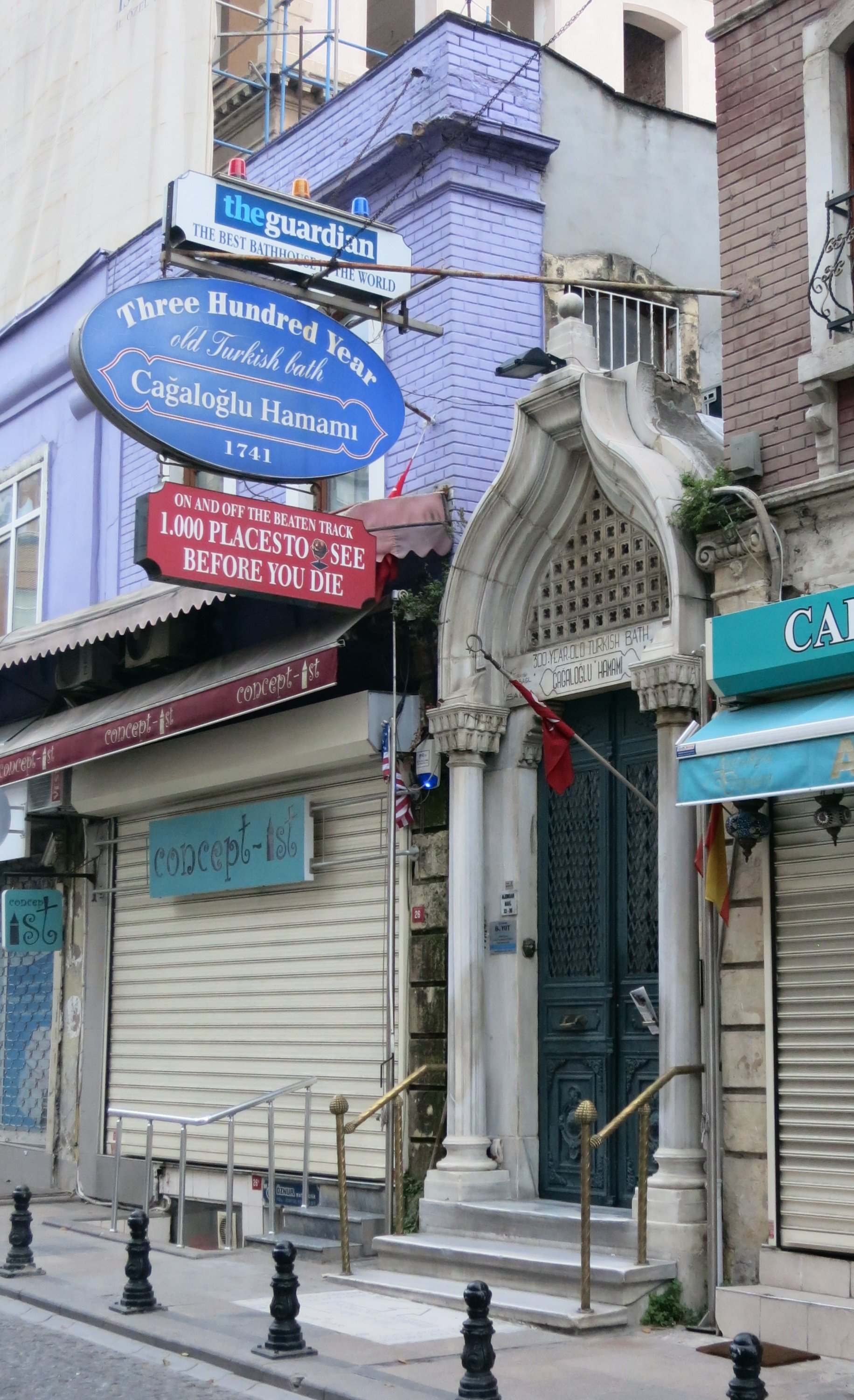

حمام جغال اوغلي (بالتركية: Cağaloğlu Hamam)‏ هو حمام تاريخي انشئ من قبل السلطان محمود الاول عام 1741 م. يقع في حي أمين أنو في إسطنبول.
ما زال يقدم الحمام الخدمة للكثير من الزوار الاجانب والمحليين.